# Nitrato de rubídio
Nitrato de rubídio é um composto inorgânico de fórmula RbNO3. Esse sal é branco e altamente solúvel em água.

## Propriedades
Nitrato de rubídio é um pó branco cristalino, que é altamente solúvel em água e pouco solúvel em acetona. No teste da chama RbNO3 apresenta uma cor roxo-clara.

## Usos
Compostos de rubídio tem poucas aplicações, assim como césio encontra uso em:Produção de radiação infravermelha,compostos pirotécnicos e sinalizadores. Também é utilizado na preparação de outros compostos de rubídio e rubídio metálico,catalisadores e cintilação,seu uso em fogos de artifício como colorante e oxidante é raro.

## Síntese
Nitrato de rubídio pode ser preparado reagindo rubídio metálico, seu carbonato ou hidróxido com ácido nítrico.
RbOH + HNO3   →   RbNO3  +  H2O
2 Rb  +  2 HNO3  →  2 RbNO3 + H2